# Commelina membranacea
Commelina membranacea är en himmelsblomsväxtart som beskrevs av Robyns. Commelina membranacea ingår i släktet himmelsblommor, och familjen himmelsblomsväxter.
Artens utbredningsområde är Kongo-Kinshasa. Inga underarter finns listade.